# Jaddung (Tragah)
Jaddung is een bestuurslaag in het regentschap Bangkalan van de provincie Oost-Java, Indonesië. Jaddung telt 884 inwoners (volkstelling 2010).